# Liste des cardinaux créés par Célestin III
Le pape Célestin III  (1191-1198) a créé 11 cardinaux en  4 consistoires.

## 1191
- Niccolò Bobone, neveu du pape
- Roffredo dell'Isola, O.S.B., abbé du Mont-Cassin
- Guido
- Giacomo Cesarini

## Mai1192
- Albert de Louvain, évêque de Liège

## 20 février1193
- Giovanni di San Paolo, O.S.B., abbé de  S. Paolo fuori le Mura à Rome
- Fidanzio
- Pietro Capuano, maior, dei signori di Capua
- Bobone, chanoine à la basilique Saint-Pierre
- Cencio, chanoine de la basilique libérienne à Rome

## 1195
- Simon de Limbourg